# Takanashi Sumiyori
 (juin 2014).
Takanashi Sumiyori (高梨澄頼, ?-1576) est un samouraï de l'époque Sengoku, maître d'une zone dans la région centrale de la province de Shinano (moderne préfecture de Nagano.

## Famille
- Takanashi Masamori est son père
- Takanashi Masayori est son fils.

## Source de la traduction
- (en) Cet article est partiellement ou en totalité issu de l’article de Wikipédia en anglais intitulé « Takanashi Sumiyori » (voir la liste des auteurs).